# Giulio Bizzozero
Giulio Bizzozero (Varese, 20 marzo 1846 – Torino, 8 aprile 1901) è stato un ematologo, patologo e politico italiano.
È ritenuto il padre dell'istologia italiana, nonché uno dei più significativi precursori della medicina preventiva. Fu promotore del Positivismo in Italia.

## La vita
Figlio di Carolina Veratti (1812 - 1884) e Felice Bizzozero (1799 - 1877), importante fonditore di campane di Varese, si dedicò molto presto agli studi di medicina. Laureato in Medicina all'Università degli Studi di Pavia nel 1866 (all'età di 20 anni), nel 1867 già insegnava Patologia generale a Pavia ed era direttore del laboratorio di patologia sperimentale, appositamente creato per lui da Paolo Mantegazza.
Nel 1872 vinse il concorso per la cattedra di genio fra gli insegnanti all'Università degli Studi di Torino che, sotto la successiva direzione da parte dello stesso Bizzozero, divenne uno dei centri europei più importanti per la medicina. 
Dopo aver superato il concorso per la cattedra di patologia generale presso la Facoltà Medico-Chirurgica di Torino, dal 1873 incominciò ad insegnare presso questa sede. Il suo metodo poneva alla base della ricerca l'osservazione e la sperimentazione. 
In seguito egli fu direttore dell'Accademia militare (1898-1899), quindi membro del Consiglio superiore di sanità e di quello della Pubblica Istruzione. Nominato senatore, si batté in parlamento per la questione sociale e la sanità pubblica.

## L'attività scientifica e l'impegno politico e sociale
Dal punto di vista scientifico, Bizzozero è ricordato per i suoi importanti studi di ematologia. L'anno prima di laurearsi aveva già dimostrato la funzione ematopoietica del midollo osseo e, nel 1881, comunicava all'Accademia di Medicina alcune fondamentali scoperte sulle piastrine come terzo componente morfologico del sangue e sulla loro importanza nel processo della trombosi. Bizzozero è inoltre famoso per i suoi studi sulle capacità rigenerative dei tessuti, sulla struttura del tessuto connettivo, sull'origine infettiva della tubercolosi, sulla flogosi e per la sua descrizione del processo della fagocitosi.
Per quanto riguarda il suo impegno in campo politico e sociale, egli sostenne con forza e convinzione l'importanza della sperimentazione nelle discipline scientifiche e promosse attivamente la costruzione di nuovi laboratori presso l'ateneo torinese. In questo contesto, Insieme ad altri scienziati, contribuì alla nascita degli Istituti biologici nelle sedi di corso Raffaello e corso Massimo D'Azeglio.
Quando, a causa di una grave malattia agli occhi, Bizzozero non fu più in grado di dedicarsi agli studi al microscopio, intensificò la sua attività in difesa della salute pubblica. Tra i risultati di questo vigoroso impegno si possono contare, nella sola Torino, numerosi esempi di iniziative da lui promosse e realizzate: il laboratorio di igiene, la rete idrica e fognaria, l'ospedale Amedeo di Savoia per le malattie infettive, i bagni municipali. Intraprese inoltre numerose azioni di prevenzione, in particolare contro la malaria e la tubercolosi.
In sua memoria la città di Varese, oltre ad ospitare la sua tomba presso il Cimitero monumentale di Giubiano, gli ha dedicato una via nei pressi dell'Università degli Studi dell'Insubria.

## Le opere
Le opere più importanti prodotte da Bizzozero sono senz'altro il Corso di istologia normale ed il rivoluzionario Lezioni di patologia generale, in cui basa tale scienza su ricerche sperimentali e sull'osservazione al microscopio dei processi patologici. Suo inoltre, il Manuale di microscopia clinica, con aggiunte riguardanti l'uso del microscopio nella medicina legale, che fu stampato in cinque edizioni e tradotto in diverse lingue.
È da ricordare anche l'Archivio per le scienze mediche, una delle prime riviste di ricerca biomedica, cui Bizzozero diede vita nel 1876.